# Districte de Ballymoney
El districte de Ballymoney és un districte amb estatut de borough d'Irlanda del Nord. La seu és a Ballymoney. Altres ciutats són Dervock, Dunloy, Cloughmills i Rasharkin. El borough té una població de 31.224 segons el cens de 2011.

## Creació
Ballymoney és un dels 26 districtes creats l'1 d'octubre de 1973. Comprèn les àrees del districte urbà de Ballymoney i de la major part del districte rural de Ballymoney al Comtat d'Antrim.

## Consell municipal
El districte es divideix en tres àrees electorals que escullen 16 membres: Ballymoney Town (5), Bann Valley (6) i Bushvale (5). Les eleccions es convoquen cada quatre anys pel sistema de representació proporcional amb vot únic transferible. Les eleccions van tenir lloc el maig de 2009 fou posposada en anticipació de la creació d'11 nous consells en 2011. Les reformes proposades foren abandonades en 2010, i es convocaren les eleccions locals d'Irlanda del Nord de 2011.
El febrer de 2012 la composició política del consell era: 8 Partit Unionista Democràtic (DUP), 3 Sinn Féin, 2 Partit Unionista de l'Ulster (UUP), 1 Social Democratic and Labour Party (SDLP), 1 Veu Unionista Tradicional i 1 independent.
En 1977 el Consell del Districte de Ballymoney demanà amb èxit la concessió de la carta d'incorporació, constituint el districte en borough.

### Alcalde Ballymoney
La carta també creava el càrrec d'alcalde (mayor), qui és escollit per al període d'un any en la celebració anyal del consell.
| Any       | Nom                | Partit polític     | Partit polític | Tinent d'alcalde  | Partit polític | Partit polític |
| --------- | ------------------ | ------------------ | -------------- | ----------------- | -------------- | -------------- |
| 1977 - 81 | Mary J. Holmes     |                    | Independent    | Robert McComb     |                | Independent    |
| 1981 - 84 | Mary J. Holmes     | Charles Steele     | Independent    |                   | DUP            |                |
| 1985 - 86 | Charles Steele     |                    | DUP            | Joe Gaston        |                | UUP            |
| 1986 - 87 | Joe Gaston         |                    | UUP            | James Patterson   |                | DUP            |
| 1986 - 87 | Joe Gaston         | Robert Halliday    | UUP            |                   | DUP            |                |
| 1988 - 89 | Cecil Cousley      |                    | DUP            | William Logan     |                | UUP            |
| 1990 - 93 | Joe Gaston         |                    | UUP            | Samuel McConaghie |                | DUP            |
| 1990 - 93 | Joe Gaston         | Cecil Cousley      | UUP            |                   | DUP            |                |
| 1990 - 93 | Joe Gaston         | Malachy McCamphill | UUP            |                   | SDLP           |                |
| 1994 - 95 | Cecil Cousley      |                    | DUP            | Robert Wilson     |                | DUP            |
| 1996 - 97 | Joe Gaston         |                    | UUP            | Samuel McConaghie |                | DUP            |
| 1997 - 98 | Frank Campbell     |                    | DUP            | William Logan     |                | UUP            |
| 1997 - 98 | Frank Campbell     | Samuel McConaghie  | DUP            |                   | DUP            |                |
| 1999 – 00 | William Logan      |                    | UUP            | Bill Kennedy      |                | DUP            |
| 2000 – 01 | Bill Kennedy       |                    | DUP            | Samuel McConaghie |                | DUP            |
| 2000 – 01 | Bill Kennedy       | John Finlay        | DUP            |                   | DUP            |                |
| 2002 – 03 | Frank Campbell     |                    | DUP            | Cecil Cousley     |                | DUP            |
| 2004 - 05 | Cecil Cousley      |                    | DUP            | Ian Stevenson     |                | DUP            |
| 2006 – 07 | John Finlay        |                    | DUP            | Cecil Cousley     |                | DUP            |
| 2007 – 08 | John Finlay        |                    | DUP            | Harry Connolly    |                | SDLP           |
| 2008 – 09 | John Finlay        |                    | DUP            | Cecil Cousley     |                | DUP            |
| 2009 – 10 | Frank Campbell     |                    | DUP            | Cecil Cousley     |                | DUP            |
| 2010 – 11 | Bill Kennedy       |                    | UUP            | Cecil Cousley     |                | DUP            |
| 2011 – 12 | Ian Stevenson      |                    | DUP            | Thomas McKeown    |                | UUP            |
| 2012 -    | Evelyne L Robinson |                    | DUP            | Cecil Cousley     |                | DUP            |

Font: Freedom of Information al Ballymoney Borough Council